# Franz Niedermoser
Franz Niedermoser (* 3. Dezember 1901 in Innsbruck; † 24. Oktober 1946 in Klagenfurt) war ein österreichischer Psychiater und Primararzt an der Landes-Siechen- und Landes-Irrenanstalt des Kärntner Landeskrankenhauses, dem heutigen Klinikum Klagenfurt am Wörthersee und Euthanasiebeteiligter.

## Leben
Niedermoser war verheiratet und hatte zwei Kinder. Er kam am 1. November 1928 als Sekundararzt von der Nervenklinik Innsbruck in die Heil- und Pflegeanstalt Klagenfurt. Ab 1938 war er Leiter der Männerabteilung der Landes-Irrenanstalt und zugleich auch Hausarzt der Landes-Siechenanstalt Klagenfurt, im Herbst 1941 wurde er zum Primararzt der Landes-Irrenanstalt ernannt.
Zum 2. März 1933 trat er der NSDAP (Mitgliedsnummer 1.517.107) sowie April 1938 der SA bei (Hauptsturmführer) und war Führer eines Sanitätssturms.

## Beteiligung an der Euthanasie
Im nationalsozialistischen „Kärntner Gaukrankenhaus“ wurde Euthanasie auf verschiedene Weise betrieben. Da nicht mehr arbeitsfähige, bettlägerige, alte oder schwer zu versorgende Patienten und Patientinnen in der NS-Zeit als „unnütze Esser“ und als „lebensunwert“ galten, sind auch in Klagenfurt sowie den anderen Heil- und Pflegeanstalten Kärntens Maßnahmen zur „Vernichtung lebensunwerten Lebens“ ergriffen worden. In einer ersten Phase wurden im Rahmen der T4-Aktion Patienten selektiert und in der Tötungsanstalt Hartheim vergast. Begonnen hat dies mit einem Besuch einer Ärztekommission unter Leitung von Werner Heyde, welche die psychisch und auch schwer körperlich Kranken in Listen erfassten. Aufgrund einer solchen Liste ging am 29. Juni 1940 der erste Todestransport mit etwa 230 Patienten und Patientinnen nach Hartheim ab. Waren bei dieser ersten Selektion Ärzte und Pfleger noch unsicher, was mit den Deportierten geschehen würde, so änderte sich dies bald: Im Juli 1940 wurde der Klagenfurter Primararzt Meusburger nach Berlin beordert und in die Tötungsaktion eingeweiht; auch unter dem Personal und in der z. T. alarmierten Öffentlichkeit sprach sich dies schnell herum. Weitere Todestransporte folgten am 25. August 1940 (260 Frauen), am 24. März 1941 (132 psychiatrische und geriatrische Patienten und Patientinnen) und am 7. Juli 1941 (111 Patienten und Patientinnen, darunter auch 25 Kinder aus der Anstalt Tainach).
Einer der wenigen, der gegen diese Tötungsaktion Stellung bezog, war der damalige Kapitularvikar der Diözese Gurk, Andreas Rohracher. Seine Eingaben an den Regierungspräsidenten Pawlowski blieben aber ohne Erfolg, so dass Rohracher in einem Brief an die Schwestern, welche die „Anstalt für Schwachsinnige“ in Tainach betreuten, ihnen unter Androhung der Exkommunikation verbot, Kinder auszuliefern; die NS-Machthaber kümmerte dieses Verbot allerdings nicht. Hingegen führte im „Altreich“ eine Predigt des Münsteraner Bischofs Clemens August Graf von Galen am 3. August 1941 dazu, dass die T4-Aktion beendet wurde.
Die Ermordung von Kranken hatte damit in der „Mörderklinik“ – so ein Überlebender – aber kein Ende. Vielmehr wurden im Zuge der „wilden Euthanasie“ in den Anstalten kranke Menschen durch Medikamente oder durch Nahrungsreduktion ermordet. Diese Tötungen begannen im Herbst 1941 und wurden bis April 1945 fortgesetzt. Im Kärntner Landeskrankenhaus war dafür Franz Niedermoser zuständig. Er selbst war zweimal nach Berlin gefahren, um sich über die Details der geplanten Euthanasie zu informieren.
In seiner Funktion als Vorgesetzter hat er seine Untergebenen durch Anordnung zur Tötung von zahlreichen Patienten veranlasst. Er und die von ihm ausgewählten Schwestern und Pfleger ermordeten von 1942 bis 1945 zwischen 700 und 900 Menschen. Auffällige Häufungen von Todesfällen wurden vermieden beziehungsweise es wurde darauf geachtet, dass es pro Woche nicht mehr als vier waren. Die Tötungsanweisungen gab Niedermoser bei den Visiten nebenbei, etwa mit den Worten „Geben Sie dem etwas“ oder „Helfen Sie diesem nach!“, bisweilen auch mit dem Handzeichen des Einspritzens einer Injektionsnadel.
Die Obduktionsanweisungen nach den Tötungen wurden durch Umbiegen einer Ecke markiert, sodass der eingeweihte Prosektor des Landeskrankenhauses, der SS-Arzt Richard Paltauf, indirekt über die Euthanasie des Patienten Bescheid bekam und unverdächtige Todesursachen eintragen konnte.
Unter den Mordopfern waren auch zahlreiche behinderte Kinder und Jugendliche aus Deutschland. Am 27. Mai 1943 erreichte ein erster Transport mit 60 Kindern und Jugendlichen aus Kues an der Mosel die Klagenfurter Anstalt, ein zweiter Transport mit 40 Kindern aus Mönchengladbach datiert auf den 20. Mai 1943. Einweisungen von regimetreuen Kärntner Amtsärzten sind ebenso belegbar, zudem Überstellungen von anderen Krankenhausabteilungen und sogar Bitten von Angehörigen zur Tötung ihrer missgebildeten Kinder.

## Gerichtliche Aufarbeitung nach 1945
Im sog. Klagenfurter Euthanasie-Prozess vor dem Außensenat Klagenfurt des Volksgerichts Graz wurde Niedermoser für schuldig gesprochen, die Tötung von Patienten und Patientinnen in mindestens 400 Fällen angeordnet zu haben; zudem hat er unter Missachtung der Menschenwürde die Misshandlung von Patienten und Patientinnen veranlasst, in vielen Fällen mit Todesfolge. Am 4. April 1946 wurde er zum Tod durch den Strang und Vermögensverfall verurteilt. Das Todesurteil wurde am 24. Oktober 1946 im Landesgericht Klagenfurt vollstreckt.
Über drei weitere Mitangeklagte, Oberpfleger Eduard Brandstätter, Oberschwester Antonie Pachner und Oberpflegerin Ottilie Schellander, verhängte das Gericht ebenfalls die Todesstrafe. Eduard Brandstätter verübte am Tag der Urteilsverkündung Suizid. An Pachner und Schellander wurde das Todesurteil nicht vollstreckt, sondern sie wurden zu langjährigen Haftstrafen begnadigt. Die nachweislich beteiligten Krankenschwestern Paula Tomasch, Julie Wolf, Ilse Printschler, Maria Cholawa und der Oberpfleger Ladislaus Hribar wurden ebenfalls zu langjährigen Haftstrafen, z. T. mit Vermögensverfall, verurteilt.